# Karabin przeciwpancerny M.SS-41
M.SS-41 – karabin przeciwpancerny zaprojektowany w Protektoracie Czech i Moraw. M.SS-41 został zaprojektowany na zamówienie Waffen-SS i był używany wyłącznie przez tę formację.
Utworzone w 1940 Waffen-SS miało być zaopatrywane w tę samą broń co Wehrmacht, ale dowództwo SS szybko zorientowało się, że podległe mu jednostki są często pomijane przy rozdzielaniu nowego sprzętu. Dlatego rozpoczęło starania utworzenia własnych struktur zaopatrzenia niezależnych od Oberkommando des Heeres. Pierwszym posunięciem było przejęcie broni produkowanej w krajach okupowanych (niestandardowe wzory broni, którymi nie był zainteresowany Wehrmacht) i produkowanej w III Rzeszy na eksport.
Drugim etapem było rozpoczęcie prac nad nowymi wzorami broni przeznaczonymi dla Waffen-SS. Jednym z opracowanych wzorów był karabin przeciwpancerny M.SS-41. Była to jedna z pierwszych produkowanych seryjnie broni w układzie bullpup. M.SS-41 był zasilany nabojem 7,92 × 95 mm, ale w odróżnieniu od zasilanego tym samym nabojem jednostrzałowego karabinu PzB38, był bronią powtarzalną zasilaną z magazynka pudełkowego.
Karabin przeciwpancerny M.SS-41 został wycofany z uzbrojenia w 1942 roku z powodu niskiej skuteczności amunicji 7,92 × 95 mm (zbyt niska przebijalność), a także wysokiej zawodności (duża wrażliwość na zapylenie mechanizmów).